# 竹石康晴
竹石 康晴（たけいし やすはる、1965年1月11日 - ）は、テレビ番組のディレクター)。

## 略歴
- 1988年、テレビ業界へ入る。オレたちひょうきん族のアシスタントディレクターを担当。同時期にあっぱれさんま大先生を担当し、バラエティ番組路線で経験を積む。
- 1990年、衛星チャンネルの「キャッチ・ア・ウェーブ東京」という情報バラエティー番組でディレクター・デビュー。
- アシスタントディレクター時代から、度々テレビ画面に登場（あっぱれさんま大先生、テレビの裏側全部見せます、初詣!爆笑ヒットパレード、愛のヒナ壇、やっぱりさんま大先生、ほか）する。特にあっぱれさんま大先生の「あっぱれニュースデスク」のコーナーでは、カラスに蹴られた男として、一躍脚光を浴び、同番組の特番ではコーナーにもなった。

## 主な担当番組
- アシスタントディレクター
  - オレたちひょうきん族
  - あっぱれさんま大先生（第1期、1988年11月〜1996年3月）
  - ライオンのいただきますⅡ
  - ライオンのごきげんよう
  - 心はロンリー気持ちは「…」
  - さんまのテレビの裏側全部見せます
  - さんまの茶の間はドッカーン
  - 高田・大倉の深夜NIヨイショ
  - 初詣!爆笑ヒットパレード
  - 27時間テレビ
- 制作進行
  - 心はロンリー気持ちは「…」
- ディレクター
  - キャッチ・ア・ウェーブ東京
  - あっぱれさんま大先生
  - やっぱりさんま大先生
  - 初詣!爆笑ヒットパレード
  - 愛のヒナ壇　
  - ワンダフル
  - ときめきワイド
  - 素敵にワイド!ほっと10
  - 未来者
  - シネマ・ナビゲーション
  - おーい、ニッポン
  - 寅さんレビュー
  - ネクスト 世界の人気番組
  - シネマの扉
  - シネマ堂本舗
  - シネマ・レビュー
  - AbemaPrime『梅毒特集』[1]
- プロデューサー
  - シネマ・ナビゲーション
  - BSデジタル映画祭2002
- 監督
  - 島田洋七のハートマンPart3/Part4